# Microcharon doueti
Microcharon doueti är en kräftdjursart som beskrevs av Nicole Coineau 1968. Microcharon doueti ingår i släktet Microcharon och familjen Microparasellidae. Inga underarter finns listade i Catalogue of Life.